# Stenostola nigerrima
Stenostola nigerrima là một loài bọ cánh cứng trong họ Cerambycidae.